# Eulálio de Antioquia
Eulálio de Antioquia foi o bispo de Antioquia por 5 meses entre 332 e 333, no início da controvérsia ariana. Segundo Teodoreto, ele era um ariano e morreu logo em seguida. 